# Xã Hart, Michigan
Xã Hart (tiếng Anh: Hart Township) là một xã thuộc quận Oceana, tiểu bang Michigan, Hoa Kỳ. Năm 2010, dân số của xã này là 1.853 người.